# Anna Trener-Wierciak
Anna Trener-Wierciak (ur. 31 marca 1991 w Krakowie) – polska niepełnosprawna lekkoatletka specjalizująca się w skoku w dal, medalistka igrzysk paraolimpijskich.

## Życiorys
Choruje na stwardnienie rozsiane. W 2016 ukończyła inżynierię środowiska na Politechnice Krakowskiej im. Tadeusza Kościuszki.
Zaczęła uprawiać lekkoatletykę w klubie sportowym AZS-AWF Kraków, specjalizując się w skoku w dal i biegach sprinterskich. Pierwsze sukcesy międzynarodowe odniosła w 2016; na mistrzostwach Europy wywalczyła wówczas dwa brązowe medale w skoku w dal i biegu na 100 m (w kategorii T38). W tym samym roku debiutowała na Letnich Igrzyskach Paraolimpijskich w Rio de Janeiro, zdobywając brązowy medal w skoku w dal (T38). W 2017 na mistrzostwach świata w Londynie sięgnęła po brązowy medal w skoku w dal. Również brązowy medal w tej konkurencji wywalczyła w 2018 podczas mistrzostw Europy.
W 2016 została odznaczona Brązowym Krzyżem Zasługi.

## Medale i wyniki na igrzyskach paraolimpijskich
| Rok  | Zawody                   | Miejscowość    | Konkurencja              | Wynik       | Pozycja     |
| ---- | ------------------------ | -------------- | ------------------------ | ----------- | ----------- |
| 2016 | Mistrzostwa Europy       | Grosseto       | Bieg na 100 metrów (T38) | 13,53       | 3. miejsce  |
| 2016 | Mistrzostwa Europy       | Grosseto       | Skok w dal (T38)         | 4,43        | 3. miejsce  |
| 2016 | Igrzyska paraolimpijskie | Rio de Janeiro | Bieg na 100 metrów (T38) | 13,70 (el.) | 9. miejsce  |
| 2016 | Igrzyska paraolimpijskie | Rio de Janeiro | Skok w dal (T38)         | 4,53        | 3. miejsce  |
| 2018 | Mistrzostwa Europy       | Berlin         | Skok w dal (T38)         | 4,58        | 3. miejsce  |
| 2021 | Igrzyska paraolimpijskie | Tokio          | Skok w dal (T38)         | 4,33        | 5. miejsce  |
| 2024 | Igrzyska paraolimpijskie | Paryż          | Skok w dal (T38)         | 3,95        | 12. miejsce |